# Сибирская военная флотилия
Сибирская флотилия (Сибирская военная флотилия) — несколько раз создававшееся объединение военных кораблей и судов на Дальнем Востоке России.
Ранее в документах, периодической печати и литературе именовалась — Охотская флотилия, Охотская военная флотилия, Петропавловская флотилия.

## Предыстория

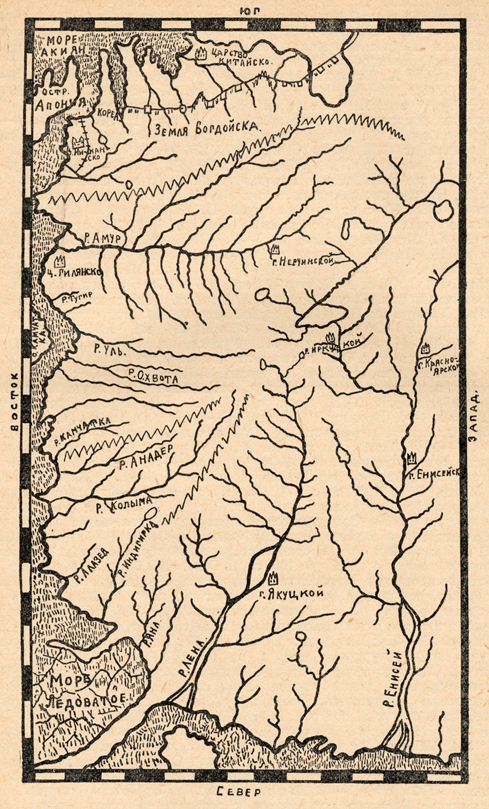
Чертеж Восточной Сибири, составленный тобольцем Ремезовым в 1701 году.

Зафиксированное начало плаваний русских судов в Охотском море относится к 1639 году, когда посланный из Бутальского острога отряд казачьего десятника И. Ю. Москвитина, поднявшись по реке Алдан и спустившись на ладьях по реке Улье 1 (11) октября 1639 года вышел к побережью Охотского моря, которое тогда именовалось Великим Ламским морем. Во время зимовки здесь первые русские моряки-тихоокеанцы, соорудили «плотбище» (верфь), на которой были выстроены два 17-метровых мореходные судна — коча. На этих кораблях в 1640 году Иван Москвитин с товарищами обследовал побережье до района нынешнего Магадана и до Шантарских островов, а в 1641 году вернулся в Якутск. Следующей важной вехой стало основание в 1647 году на берегу Охотского моря в устье реки Охота зимовья атаманом Семёном Шелковниковым, во время его экспедиции от устья Ульи к реке Охота. К 1649 году под руководством Ивана Афанасьева на месте зимовья был срублен острог, названный Косой Острожек, — прародитель современного Охотска. Далее состоялся целый ряд экспедиций под началом В. Д. Пояркова, Алексея Филиппова, Ф. А. Попова, С. И. Дежнёва, М. Стадухина и других первопроходцев, исследователей и промышленников.

### Казённый отряд в Охотском море
В 1716 году корабельный мастер К. Плотницкий выстроил в Охотске ладью «Восток» (известную также под именами «Охота» и «Великое Ламское море»). С июля 1716 года по май 1717 года эта ладья в составе экспедиции казачьего пятидесятника Кузьмы Соколова и Н. Трески совершила плавание до Большерецкого острога, тогдашней столицы Камчатки, и обратно, что положило начало регулярному военно-транспортному сообщению с Камчаткой морским путём. «Восток» оставался единственным русским военным кораблем на Тихом океане до 1727 года. В 1727 году отряд пополнился шитиком «Фортуна». В 1728 году первой Камчатской экспедицией капитана 1-го ранга В. И. Беринга в Нижнекамчатске был построен бот «Святой Гавриил» для научно-экспедиционных целей. В 1729 году в Охотске были построены боты «Лев» и «Восточный Гавриил». Эти корабли, пока ещё не оформленные организационно в формирование флота, активно участвовали в следующих исследовательских плаваниях:
- Секретная экспедиция геодезистов И. М. Евреинова и Ф. Ф. Лужина на Камчатку и Курильские острова до Симушира; гласная часть экспедиции предполагала выяснение вопроса о наличии пролива между Азией и Америкой (чем, впрочем, Лужин и Евреинов не занимались), секретная часть состояла в отыскании и присоединении к России новых земель (были присоединены Курильские острова);
- Первая Камчатская экспедиция капитана 1-го ранга В. И. Беринга 1725—1730 годов, в ходе которой шитик «Фортуна» впервые в истории русского мореплавания в 1728 году прошёл Первым Курильским проливом, а бот «Святой Гавриил» обследовал восточное побережье Камчатки от мыса Лопатка до Берингова пролива[9];
- Карательная и исследовательская экспедиция 1729—1732 годов казачьего головы А. Ф. Шестакова и майора Д. И. Павлуцкого, в ходе которой морской отряд под начальством штурмана Я. Генса на «Фортуне» обследовал северные Курильские острова, на «Святом Гаврииле» — Шантарские острова, Удскую губу и Берингов пролив, причём 21 августа 1732 года «Святой Гавриил» под командованием геодезиста М. С. Гвоздева и подштурмана И. Фёдорова впервые пересек с запада на восток Берингов пролив и достиг берега Америки[10]; боты «Лев» и «Восточный Гавриил» перевозили войска из Охотска в Тауйский острог для покорения «немирных» чукчей и коряков в 1730 году; бот «Св. Гавриил» участвовал в подавлении восстания ительменов на Камчатке в 1731 году и восстановлении сожженного восставшими Нижнекамчатска.

Кроме того, эти корабли регулярно совершали транспортные рейсы из Охотска на западное побережье Камчатки, а активная промысловая деятельность содействовала освоению новых территорий в северной части Тихого океана.
| Год  | Тип   | Верфь           | Размерения   | Наименование      | Командиры | Примечание                                      |
| ---- | ----- | --------------- | ------------ | ----------------- | --- | ----------------------------------------------- |
| 1716 | Ладья | Охотская        | н. д.        | Восток            | Кузьма Соколов | другие названия «Охота», «Великое Ламское море» |
| 1727 | Шитик | Охотская        | н. д.        | Фортуна           | М. П. Шпанберг (1727), К. Мошков (1728), В. А. Шестаков (1730), Родичев (1737) | Построен для 1-й Камчатской экспедиции          |
| 1728 | Бот   | Нижнекамчатская | 18,3×6,1×2,3 | Святой Гавриил    | В. Беринг (с 1728 до 8.1729), И. Шестаков (до 9.1730), Я. Генс (с 9.1730 до 6.1732), И. Федоров (с 6.1732), А. Е. Шельтинг (до 9.1738; до 25.5.1739), И. Верещагин (в 9.1738), В. Вальтон (с 25.5.1739) | Построен для 1-й Камчатской экспедиции          |
| 1729 | Бот   | Охотская        | н. д.        | Восточный Гавриил | Фёдоров (1730) | Построен для экспедиции А. Ф. Шестакова         |
| 1729 | Бот   | Охотская        | н. д.        | Лев               | Лебедев (1729) | Построен для экспедиции А. Ф. Шестакова         |

## Охотская флотилия

### 1730—1750 года

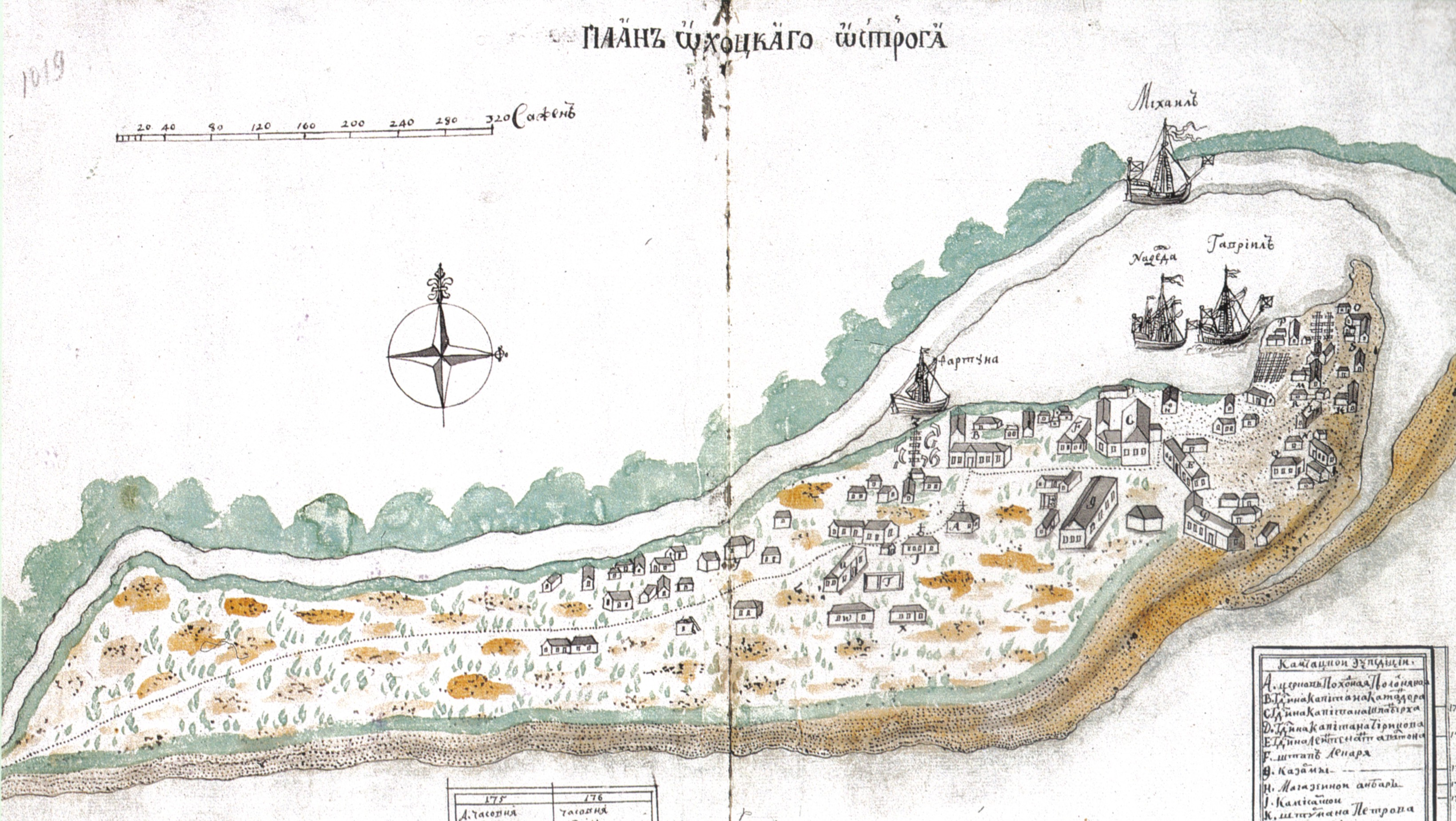
Охотский острог, 1737 год

10 мая 1731 года Охотск получил статус портового города, первым командиром порта стал Г. Г. Скорняков-Писарев, а 21 мая 1731 года была создана Охотская военная флотилия. Перед флотилией ставились следующие основные задачи:
- Перевозка грузов и пассажиров между портами Охотского моря, в особенности, между Охотском и Большерецком
- Обеспечение русских научно-исследовательских экспедиций на Тихом океане
- перевозка войск и снабжения для поддержки военных операций

Боевые задачи перед флотилией не ставились ввиду отсутствия возможного противника, в связи с чем флотилия пополнялась, в основном, военно-транспортными судами — парусными галиотами, гукорами и пакетботами, парусно-гребными бригантинами, дубель-шлюпками и ботами. Эти корабли или не вооружались вовсе или имели на вооружении несколько мелкокалиберных орудий.
| Год  | Тип        | Верфь        | Размерения      | Наименование            | Командиры                                                                           | Примечание                                                                                            |
| ---- | ---------- | ------------ | --------------- | ----------------------- | ----------------------------------------------------------------------------------- | --- |
| 1737 | Бригантина | Охотская     | 18,29×5,49×2,29 | Архангел Михаил         |                                                                                     | |
| 1739 | Шлюп       | Большерецкая | 15,2×3,2×1,4    | Большерецк              | В. Эрт (1739), Казин (1742—1744)                                                    | Участвовал в экспедиции М. П. Шпанберга                                                               |
| 1739 | Галиот     | Охотская     | н. д.           | Охотск                  | В. А. Ртищев (с 1739), Бахметев (по 24.10.1748)                                     | 24 октября 1748 года во время стоянки в устье р. Большая сорван с якоря, выброшен на берег и разбился |
| 1740 | Пакетбот   | Охотская     | 24,4×6,7×2,9    | Святой Пётр             | Витус Беринг (с 1740 по 8.12.1741)                                                  | Участвовал во 2-й камчатской экспедиции, потерпел крушение у острова Беринга                          |
| 1740 | Пакетбот   | Охотская     | 24,4×6,7×2,9    | Святой Павел            | А. И. Чириков (1740—1742), И. Ф. Елагин (1741—1742 во время болезни А. И. Чирикова) | Участвовал во 2-й камчатской экспедиции                                                               |
| 1741 | Пакетбот   | Охотская     | 21×5,5×1,9      | Святой Иоанн Креститель | М. П. Шпанберг (1741—1742), В. А. Хметевский (1753)                                 | Участвовал в экспедиции М. П. Шпанберга                                                               |
| 1742 | Гукор      | —            | 10,7×3,7×1,6    | Святой Пётр             | С. Ваксель (1742—1743), Иванов (1753), Г. Пушкарев (1755)                           | Построен на острове Беринга из остатков разбившегося пакетбота «Святой Пётр»                          |
| 1748 | Бот        | Охотская     | н. д.           | Акланск                 | Иванов (1749)                                                                       | |
| 1753 | Бот        | Охотская     | н. д.           | Иоанн                   |                                                                                     | |
| 1755 | Галиот     | Охотская     | н. д.           | Захарий                 | И. Балакирев (1766)                                                                 | |
| 1756 | Бот        | Охотская     | н. д.           | Николай                 | Кожевуин (1767)                                                                     | |
| 1758 | Галиот     | Охотская     | н. д.           | Святой Павел            | Дудин 2-й (1766)                                                                    | Участвовал в экспедиции П. К. Креницына и М. Д. Левашова                                              |

Товаро-пассажирские перевозки и исследовательские экспедиции занимали основную часть времени летних кампаний. В 1732 году капитан-командор В. И. Беринг совершил экспедицию на Камчатку. В 1733—1743 годах капитан-командор В. И. Беринг и капитан полковничьего ранга А. И. Чириков предприняли Вторую Камчатскую экспедицию (пакетботы «Святой Пётр», «Святой Павел», гукор «Святой Пётр», бот «Святой Гавриил»), бывшая частью Великой Северной экспедиции, в ходе которой русские моряки во второй раз достигли северо-западных берегов Северо-американского континента, открыл Алеутские и Командорские острова, а также открыл и исследовал Авачинскую губу. В 1733—1743 годах, в рамках Великой Северной экспедиции, капитан полковничьего ранга М. П. Шпанберг совершил Охотско-Курильскую экспедицию (бригантина «Архангел Михаил», дубель-шлюпка «Надежда», бот «Святой Гавриил», бот «Большерецк», пакетбот «Святой Иоанн», шитик «Фортуна»). В 1737—1741 годах С. П. Крашенинников на шитике «Фортуна» и галиоте «Охотск» исследовал берега Камчатки. В 1739 и 1742 году капитан полковничьего ранга М. П. Шпанберг совершил экспедиции из Большерецка вдоль Курильских островов и берегов Японии до широты Токийского залива. В ходе этих экспедиций были описаны и присоединены к России южные острова Курильской гряды. В 1743 году Е. Басов отправился на Командорские острова. В 1745 году М. Неводчиков и Я. Чупров на шитике «Святой Евдоким» дошли до Ближних Алеутских островов и нанесли их на карту. В 1749 году бот «Акланск» был отправлен для описи северных берегов Охотского моря и Пенжинской губы. В 1758 году штурман С. Г. Глотов на боте «Святой Иулиан» ушел с промышленниками на Командорские и Алеутские острова и провёл там четыре года. За время экспедиций флотилия потеряла: шитик «Фортуна» (1737), бот «Большерецк» (1744), гукор «Святой Пётр» (1755).

### 1760—1790 года
Во второй половине 1700-х годов суда флотилии продолжили товаро-пассажирские перевозки и исследовательские экспедиции. Развитие флотилии осложнялось низко развитой деревообрабатывающей отраслью, отсутствием железоделательной и оружейной промышленности в регионе. Также сложности приносило то, хоть база флотилии и находилась в Охотске, что адмиралтейство располагалось в Иркутске, откуда приходилось доставлять якоря и пушки, а провиант доставлялся из бассейна реки Лены. Охотское кораблестроение считалось самым низкокачественным военным судостроением в России, а сама флотилия занимала последнее место во флоте, как по материальной части, так и по уровню подготовки личного состава. Только к концу 1780-х годов удалось наладить регулярную постройку новых судов для флотилии в Охотске. Флотилия не только пополнялась, но несла потери. В 1760—1790 годах потерпели крушения: галиот «Захарий» (1766), бот «Николай» (1767), бригантина «Наталия» (1780). В 1778 году у острова Амля потерпел крушение «Святой Евпл», его команда была спасена и доставлена в Охотск галиотом «Святой Изосим и Савватий». Галиот «Святой Пётр», посланный к берегам Камчатки был захвачен мятежниками во главе с Морицем Бенёвским во время восстания на Камчатке 1770 года, и в 1771 году угнан в китайский порт Кантон, позже часть экипажа на французском судне кружным путём, через Францию вернулась в Россию.
| Год   | Тип        | Верфь           | Размерения        | Наименование             | Командиры                                                                                                   | Примечание                                               |
| ----- | ---------- | --------------- | ----------------- | ------------------------ | --- | -------------------------------------------------------- |
| 1760  | Бригантина | Охотская        | н. д.             | Святая Елизавета         | |                                                          |
| 1761  | Галиот     | Охотская        | н. д.             | Святая Екатерина         | И. Синт (1764—1767), П. К. Креницын (с 1768 до 4.7.1770), Дудин 2-й (с 4.7.1770), В. Ловцов (1775)          | Участвовал в экспедиции П. К. Креницына и М. Д. Левашова |
| 1763  | Бот        | Охотская        | н. д.             | Гавриил                  | Дудин 1-й (1766), П. К. Креницын (1767)                                                                     | Участвовал в экспедиции П. К. Креницына                  |
| 1766  | Гукор      | Охотская        | н. д.             | Святой Павел             | М. Д. Левашов (1766—1769), М. Петушков (1774—1775)                                                          | Построен для экспедиции П. К. Креницына и М. Д. Левашова |
| 1766  | Бригантина | Охотская        | н. д.             | Святая Екатерина         | |                                                          |
| 1768  | Галиот     |                 | н. д.             | Святой Павел             | А. Очередин (1774)                                                                                          |                                                          |
| 1768  | Галиот     |                 | 17,1×5,8×2,7      | Святой Пётр              | |                                                          |
| 1769  | Галиот     | н. д.           | Святой Константин | Охотская                 | |                                                          |
| ~1770 | Шлюп       |                 | н. д.             | Святая Екатерина         | Должантов (1774)                                                                                            |                                                          |
| 1774  | Бригантина | Охотская        | н. д.             | Наталия                  | |                                                          |
| 1776  | Галиот     | Охотская        | н. д.             | Святой Георгий           | |                                                          |
| 1779  | Бригантина | Охотская        | н. д.             | Надежда Благополучия     | |                                                          |
| ~1780 | Бригантина | Охотская        | н. д.             | Святой Павел             | |                                                          |
| ~1780 | Шлюп       | Охотская        | н. д.             | Святая Мария             | | В 1786 он разбился близ устья р. Камчатка                |
| 1787  | Галиот     | Охотская        | н. д.             | Охотск                   | |                                                          |
| 1787  | Бот        |                 | н. д.             | Святой Николай           | |                                                          |
| 1788  | Бот        |                 | н. д.             | Алексий Божий человек    | |                                                          |
| 1789  | Пакетбот   | Охотская        | 24,6×7,2×2,9      | Слава России             | И. И. Биллингс (с 1789 до 14.8.1791), Г. А. Сарычев (с 14.8 до 29.9.1791), P. P. Галл (с 29.9.1791 по 1792) | Участвовал в экспедиции И. И. Биллингса и Г. А. Сарычева |
| 1789  | Шхуна      | Охотская        | н. д.             | Доброе намерение         | P. P. Галл (по 8.9.1789)                                                                                    |                                                          |
| 1789  | Бригантина | Нижнекамчатская | н. д.             | Обновленные храмы России | |                                                          |
| 1789  | Шхуна      | Охотская        | 24,6×7,2×2,9      | Слава России             | И. И. Биллингс (с 1789 до 14.8.1791), Г. А. Сарычев (с 14.8 до 29.9.1791), P. P. Галл (с 29.9.1791 по 1792) | Участвовал в экспедиции И. И. Биллингса и Г. А. Сарычева |
| 1789  | Пакетбот   | Охотская        | н. д.             | Доброе намерение         | P. P. Галл (по 8.9.1789)                                                                                    |                                                          |
| 1791  | Катер      | Нижнекамчатская | н. д.             | Чёрный орёл              | Р. Р. Галл (1791), Г. А. Сарычев (1792)                                                                     | Участвовал в экспедиции Д. Биллингса и Г. Сарычева       |
| 1791  | Галиот     | Охотская        | н. д.             | Святая Надежда           | |                                                          |
| 1796  | Бригантина | Охотская        | 17,68×?×3,5       | Константин и Елена       | |                                                          |
| 1799  | Галиот     | Охотская        | н. д.             | Святой Николай           | В. И. Кожевин (1806)                                                                                        |                                                          |

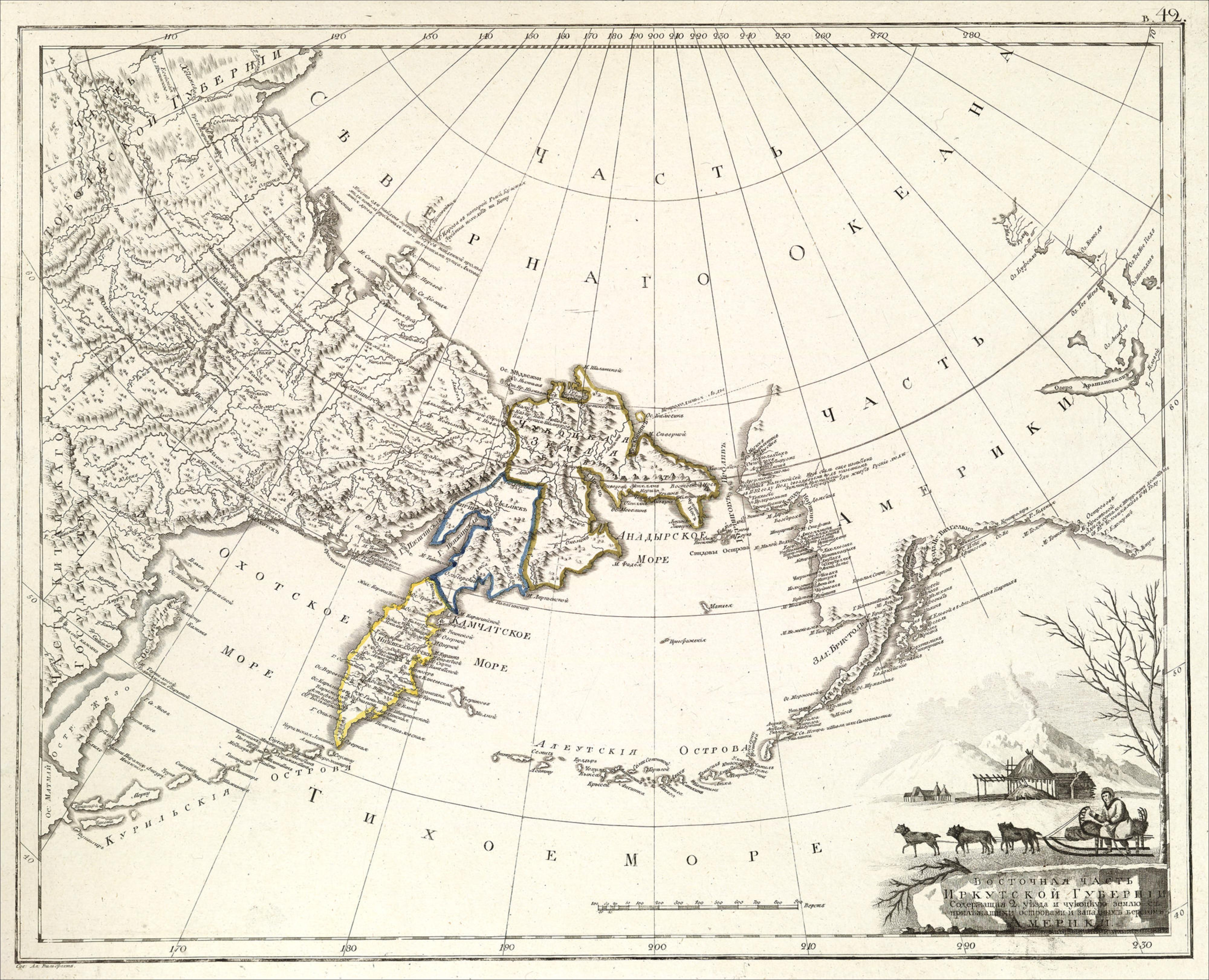
Карта восточной части России конца XVIII века

В 1761 году была отправлена экспедиция на бригантине «Святая Елисавета» для описи северных берегов Охотского моря и Пенжинской губы. В этом же году Г. Пушкарев на боте «Святой Гавриил» первым из русских достиг полуострова Аляска. В этом же году Д. Пайков на боте «Святой Владимир» впервые побывал на острове Кадьяк. В 1764—1767 годах экспедиция поручика Ивана Синдта на галиотах «Святой Павел» и «Святая Екатерина» обследовала участок побережья от Берингова пролива до устья реки Лены. В 1764—1769 годах прошла секретная экспедиция капитан-поручика П. К. Креницына и поручика М. Д. Левашова по изучению и освоению Алеутских островов на галиотах «Святая Екатерина» и «Святой Павел», гукоре «Святой Павел», боте «Гавриил». В 1772 году на промысел к Лисьим островам отправилось из Охотска три судна: «Святой Владимир» под командованием штурманского ученика П. К. Зайкова, «Святой Михаил» под командованием штурманского ученика Дмитрия Полутова и галиот «Святой Пётр и Святой Павел» под командованием И. Коровина. В 1773 году на Ближние острова отправился А. Сапожников на «Святом Евпле», в 1778 году на острове Уналашка он встретился с капитаном Дж. Куком. В ходе плавания 1777—1778 годов на бригантине «Наталия» П. С. Лебедев-Ласточкин посетил Курльские острова и остров Хоккайдо. В 1782 году в район Лисьей гряды пришли Евстрат Деларов на «Святом Алексее», Ф. Мухоплев на «Святом Михаиле» и штурман П. Зайков на галиоте «Святой Александр Невский», из-за скопления промысловиков в этой районе они объединились и пошли к берегам Америки в залив Принс-Уильям. В 1785—1793 годах была проведена северо-восточная географическая и астрономическая морская экспедиция капитан-поручика И. И. Биллингса и капитана Г. А. Сарычева — они вышли на судах «Паллас», «Ясашна», «Слава России», «Доброе намерение», «Черный орёл» из устья реки Колымы к Берингову проливу и из Охотска к берегам Аляски, и обследовали восточные Алеутские острова, побережье Аляски к югу от Берингова пролива, а также Южные Курилы.
Использование судов Охотской флотилии исключительно в транспортных и экспедиционных целях стало превалирующим, а боевая подготовка практически не велась. Так флотилия оказалась практически не готовой к русско-шведской войне 1788—1790 годов, когда на север Тихого океана пришёл 16-пушечный бриг под шведским флагом английского капера Дж. Кокса. «К отражению этой первой серьёзной военной угрозы русские были явно не готовы, так как их селения были слабо укреплены, а неповоротливые и тихоходные галиоты промышленников имели на вооружении в лучшем случае несколько легких фальконетов. К счастью для русских, команда и капитан шведского капера, подошедшего в октябре 1789 года к острову Уналашка, вопреки своему заданию дружески обошлись с русскими промышленниками, встретившимися им на острове».
С окончанием войны экспедиции продолжились. В 1792—1793 годах поручик А. Э. Лаксман на галиоте «Святая Екатерина» под командованием штурмана Г. Ловцова совершил миссию в Японию для установления торговых отношений, во время этого плавания был открыт пролив между островами Итуруп и Кунашир. Результатом миссии стало разрешение от японских властей на вход в порт Нагасаки русских торговых судов.
Важной вехой в развитии Тихоокеанского региона стало основание в 1791 году купцом Г. И. Шелиховым «Северо-Восточной компании», которая в 1799 году была преобразована в «Русско-Американскую компанию» (РАК). С 1793 года компания активно занималась колонизацией Аляски и близких к ней островов. РАК имела собственную флотилию «компанейских» судов, которые ходили под торговыми флагами, и в ряде случаев представляли интересы Российской империи. Между Охотской флотилией и судами РАК существовало своеобразное «разделение обязанностей», по которому флотилия обслуживала порты Охотского моря и западного побережья Камчатки, а компания — фактории в Русской Америке. География плавания русских судов включала побережье Сибири, Камчатку, Чукотку, Алеутские острова, побережье Аляски южнее Берингова пролива, и примерно, до Александровского архипелага. Самым южным посещаемым пунктом Охотского моря была Удская губа. Плавание около Сахалина, Шантарских и Курильских островов практически отсутствовало. В 1798—1800 годах начался захват японцами южных Курильских островов, принадлежавших в то время России и южного Сахалина. Не имевшие военно-морского флота японцы действовали осторожно, с оглядкой на действия русских властей, но русское военное командование и гражданская администрация не захотели оказать силового противодействия. В итоге южная часть Сахалина, острова Уруп, Итуруп и ряд мелких островов оказались к 1800 году под контролем Японии, а акция лейтенантов Давыдова и Хвостова на судах РАК «Юнона» и «Авось» по разорению японских поселений на южных Курилах и Сахалине была расценена как своевольная и осуждена российскими властями в 1806—1807 годах.

### 1800—1840 года
Флотилия, и так испытывающая кадровый недостаток, несла новые потери — многие офицеры переходили на службу РАК, а самые лучшие военно-морские офицерские кадры оставались служить в европейской части России. Новый виток развития дала первая русская кругосветная экспедиция 1803—1806 годов под командованием капитан-лейтенанта И. Ф. Крузенштерна и капитан-лейтенанта Ю. Ф. Лисянского на шлюпах «Надежда» и «Нева». Такая экспедиция уже готовилась ещё в 1787 году под командованием капитана 1-го ранга Г. И. Муловского, но из-за начавшихся русско-турецкой, а затем русско-шведской войн не состоялась. «Надежда» и «Нева» хоть и принадлежали РАК, но по особому указанию императора они несли Андреевские флаги. С 1808 года базой РАК стал город Новоархангельск, а плавание русских шлюпов открыло целую череду кругосветных и полукругосветных плаваний из Балтийского моря в Петропавловский Порт и Новоархангельск. В этот период корабли Охотской флотилии по-прежнему, в основном, занимались транспортными рейсами в Охотском море, что отражалось в типе судов построенных для флотилии.
| Год    | Тип        | Верфь             | Размерения      | Наименование     | Командиры | Примечание |
| ------ | ---------- | ----------------- | --------------- | ---------------- | --- | --- |
| 1804   | Бригантина | Охотская          | н. д.           | Святой Феодосий  | | |
| 1805   | Бригантина | Охотская          | н. д.           | Охотск           | | |
| 1805   | Катер      | Охотская          | н. д.           | Кадьяк           | | |
| 1805   | Галиот     | Охотская          | н. д.           | Охотск           | С. А. Трубников (1806) | |
| 1805   | Бот        | Охотская          | н. д.           | Кадьяк           | И. Н. Бухарин (1805) | |
| 1806   | Катер      | Охотская          | н. д.           | Святой Зотик     | Н. И. Филатов (1812) | Потерпел крушение в 1812 году |
| ~1807  | Бригантина | Охотская          | н. д.           | Святая Екатерина | | |
| 1807   | Бригантина | Охотская          | н. д.           | Святой Иоанн     | | |
| 1807   | Бригантина | Охотская          | н. д.           | Святой Павел     | | |
| 1808   | Бот        | Охотская          | н. д.           | Василий          | | |
| 1810   | Бригантина | Охотская          | н. д.           | Дионисий         | | |
| 1819   | Бот        | Охотская          | н. д.           | Александр        | А. Л. Хлебалкин (1832) | |
| 1822   | Шхуна      |                   | н. д.           | Николай          | Э. К. фон Розенбах (1823—1825), B. C. Скрыпов (1826—1827) | 18 августа 1827 года шхуна села на мель, заполнилась водой и была разбита волнами за три дня                                                              |
| 1827   | Бриг       |                   | 22,7×7×4        | Николай          | И. И. Фофанов (1827—1830), Д. В. Олесов (1831; 1833—1837), З. А. Нестеров (1832), Кузнецов (1839), Е. С. Кузьмин (1840), П. П. Ушаков (1841—1842)                                             | |
| 1829   | Бриг       |                   | н. д.           | Камчатка         | Э. И. Стогов (1830), Н. М. Бутаков (1831—1834), П. И. Чепелев (1835—1836), Д. В. Олесов (1838), Шпир (1840), Н. И. Парфенов (1841)                                                            | |
| 1834   | Бот        | Охотская          | н. д.           | Алеут            | Пахомов (1835), Скрыпов (1836—1838), А. Л. Хлебалкин (1839—1842), Секерин (1844) | |
| 1834   | Бот        | Нижнекамчатская   | н. д.           | Первый           | | |
| ~ 1840 | Бот        |                   | н. д.           | Уналашка         | Н. И. Парфенов (1840), Е. С. Кузьмин (1841—1843) | |
| 1842   | Бриг       | Охотская          | н. д.           | Курил            | К. В. Соколовский (1842), А. Н. Рыдалев (1843), П. П. Ушаков (1844—1847), А. И. Григорьев (1848—1850)                                                                                         | |
| 1843   | Бот        | Охотская          | н. д.           | Кадьяк           | Е. С. Кузьмин (1844—1846), Н. И. Шарыпов (1853) | |
| 1843   | Тендер     | Новоархангельская | 17,07×5,64      | Камчадал         | А. А. Васильев (1845—1850), А. М. Чудинов (1853), КФШ прапорщик Кузьмин (1858) | 12 ноября 1858 года потерпел крушение у малого Пуирского фарватера в Амурском лимане. Вся команда погибла                                                 |
| 1844   | Шхуна      | Охотская          | н. д.           | Гижига           | А. И. Григорьев (1845) | Затонуло в ночь с 27 на 28 сентября 1845 года у входа в Авачинскую губу                                                                                   |
| 1846   | Бриг       | Охотская          | н. д.           | Охотск           | Кузьмин (1847) В. К. Поплонский (1847—1848) П. Ф. Гаврилов (1849—1850) Г. И. Невельской (1851) Юзелиус А. Ф. (1855)                                                                           | Был затоплен 22 июля (3 августа) 1855 года во время Крымской войны в Амурском лимане при появлении английского военного судна, команда спаслась на лодках |
| 1848   | Бригантина | Боргетрем и К°    | 28,65×7,38×3,87 | Байкал           | Г. И. Невельской (1848—1850), А. С. Кузьмин (1850), П. И. Гарновский (1851), А. П. Семёнов (1853), Н. И. Шарыпов (1854), В. М. Сухомлинов (1857), Н. К. Дерпер (1858), А. С. Маневский (1859) | С 1862 года судно использовалось как блокшив в Золотом Роге, в ночь с 30 на 31 марта 1871 года затонуло                                                   |
| 1849   | Бот        |                   | н. д.           | Ангара           | А. М. Чудинов (1850) | |

С 1809 года, с приходом шлюпа «Диана» под командованием капитан-лейтенанта В. М. Головнина на Тихом океане, помимо Охотской флотилии и судов РАК появилась третья военно-морская составляющая — корабли Балтийского флота. Их появление было вызвано необходимостью увеличения товаро-пассажирского сообщения западной части России с восточной, проведения географических исследований в бассейне Тихого океана и, отчасти, охраны калановых, моржовых и китовых промыслов от американских браконьеров. До конца 1820-х годов на Тихий океан пришёл целый ряд балтийских военных кораблей: в 1817—1818 годах шлюп «Камчатка» (капитан 2-го ранга В. М. Головнин); в 1819—1820 годах шлюпы «Северной дивизии» «Открытие» и «Благонамеренный» (капитан-лейтенанты М. Н. Васильев и Г. С. Шишмарев); в 1821—1822 годах шлюп «Аполлон» (капитан 1-го ранга И. С. Тулубьев и лейтенант С. П. Хрущов); в 1822—1823 годах фрегат «Крейсер» (капитан 2-го ранга М. П. Лазарев); в 1823—1824 годах шлюп «Ладога» (каптан-лейтенант А. П. Лазарев); в 1823—1824 годах шлюп «Предприятие» (капитан-лейтенант О. Е. Коцебу); в 1825—1826 годах транспорт «Кроткий» (капитан-лейтенант Ф. П. Врангель); в 1826—1827 годах шлюп «Моллер» (капитан-лейтенант М. Н. Станюкович); в 1826—1827 годах шлюп «Сенявин» (капитан-лейтаенат Ф. П. Литке); в 1828—1829 годах транспорт «Кроткий» (капитан-лейтенант Л. А. Гагемейстер). Эти кругосветные и полукругосветные плавания получили широкий резонанс в среде морской общественности того времени. Такое активное судоходство потребовало организации судоремонтной базы на берегах Охотского моря и Тихого океана, а отсутствие квалифицированных кадров и дороговизна строительства новых верфей тормозили этот процесс. К тому же, к началу 1830-х годов, стала очевидной экономическая неэффективность рейсов с Балтики, в связи с чем на первый план вышли прагматические соображения: корабли стали посылать реже, и, почти исключительно, в транспортных целях. Так, за 1830-е годы на Тихий океан дважды ходил лишь транспорт «Америка» в 1831—1832 годах под командованием капитан-лейтенанта В. С. Хромченко и в 1834—1835 годах под командованием капитан-лейтенанта И. И. фон Шанца. А в 1840-х годах пришли транспорт «Або» под командованием капитан-лейтенанта А. Л. Юнкера совершил рейс в 1840—1841 годах и транспорт «Иртыш» под командованием капитана 1-го ранга И. В. Вонлярлярского в 1843—1845 годах. Вследствие чего развитие судостроения в Охотске вообще прекратилось. 1844 год отмечен практически полным прекращением русского кораблестроения на Дальнем Востоке. Построенный в этом году транспорт «Гижига» стал последним судном охотских судостроителей, исключая лишь редкое строительство небольших судов. Флотилия пополнялась за счёт судов, конфискованных у браконьеров. Какая-либо качественная судоремонтная база на Дальнем Востоке фактически отсутствовала до 1880-х годов. Суда Охотской флотилии продолжили терпеть крушения, так в период с 1830 годов до 1850 года были потеряны: катер «Святой Зотик» (1812), бриги «Елисавета» (1835) и «Екатерина» (1838), транспорт «Гижига» (1845), а также некоторое количество более мелких судов. Часто суда погибали со всеми экипажами и пассажирами, и об их судьбе становилось известно лишь спустя несколько лет.
Новый этап развития начался с назначения в 1848 году графа Н. Н. Муравьёва на должность генерал-губернатора Восточной Сибири, и с приходом в 1849 году капитан-лейтенанта Г. И. Невельского на транспорте «Байкал», построенным для Охотской флотилии. Своими энергичными действиями, Г. И. Невельской присоединил к России земли в нижнем течении реки Амур, приморское побережье до Императорской (ныне Советской) Гавани и остров Сахалин, и совместно с Н. Н. Муравьёвым, организовал, так называемые «Амурские экспедиции», по исследованию этих земель и устройству поселений. Граф Н. Н. Муравьёв также считал, что Охотск негодное и неудобное место базирования, и всячески ратовал о переносе места базирования флотилии в Петропавловский Порт.

## Камчатская флотилия

### 1850—1855 годы
Генерал-губернатор граф Н. Н. Муравьёв добился своего, и в 1850 году был издан приказ начальника Главного морского штаба о создании на Камчатке флотского экипажа и упразднения Охотского порта. В связи с этим Охотский флотский экипаж, Охотская мастеровая рота и Петропавловская флотская рота были сведены в 46-й флотский экипаж, а руководство флотилией перешло к военному губернатору Камчатки генерал-майору В. С. Завойко. В 1850 году флотилия понесла две серьёзные потери: 5 июля бриг «Курил», имея на борту 38 пассажиров и различный груз, отправился из Охотска в Петропавловский Порт, но к месту назначения так и не пришёл; 17 сентября бот «Ангара» потерпел крушение у побережья камчатки (широта 54°20′, долгота 202°43′ W), команда и пассажиры спаслись, но из посланной на помощь группы пропал без вести боцманмат Осипов. По решению генерал-губернатора в Екатеринбурге было закуплено пароходное машинное заведение и в 1851—1852 годах перевезено на Петровский завод. С июня 1854 года 46-й флотский экипаж получил новый номер — 47.
На 1851 год Камчатскую флотилию составляли:
- бригантина «Байкал»
- транспорт «Иртыш»
- бот (тендер) «Камчадал»
- бот «Кадьяк»
- пять небольших парусных судов
- гарнизон в Петропавловском Порту
- небольшие отряды в военных постах

| Год   | Тип     | Верфь                      | Размерения   | Наименование | Командиры                   | Примечание |
| ----- | ------- | -------------------------- | ------------ | ------------ | --------------------------- | --- |
| 1853  | Шхуна   | Нижнекамчатская            | н. д.        | Анадырь      | А. С. Маневский (1853—1854) | |
| ~1853 | Пароход | Шилкинский завод           | 33,5×6,7×1,5 | Аргунь       |                             | С 1852 года официально передан в состав Сибирской флотилии. В 1862 году исключён из списков Сибирской флотилии, корпус использовался как баржа.          |
| ~1853 | Пароход | Шилкинский завод           | 33,5×6,7×1,5 | Шилка        |                             | С 1852 года официально передан в состав Сибирской флотилии                                                                                               |
| 1853  | Шхуна   | Портсмутские верфи, Англия | 32×7,11×3,5  | Восток       | см. командиры               | Несла службу на ДВ с 1853 года, в 1855 году официально передана в состав Сибирской флотилии. 6 июля 1883 года потерпела крушение у острова, ныне Стенина |

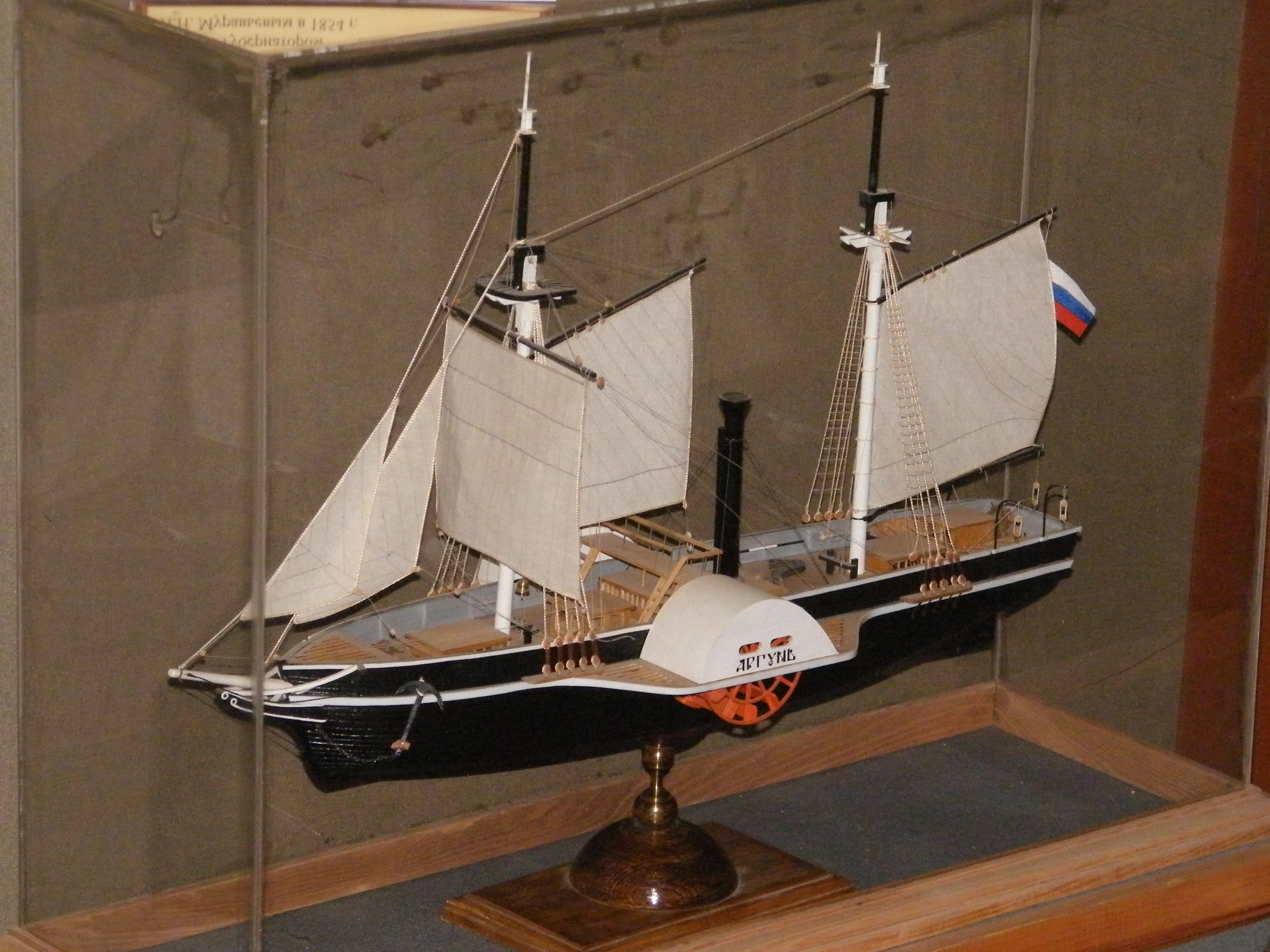
Модель парохода «Аргунь», (Хабаровский краевой музей имени Н. И. Гродекова)

Наметилось быстрое оживление судоходства в регионе. В этот период многократно возросла нагрузка на весе имеющиеся суда флотилии — с усилением военных сил на камчатке увеличилось количество снабженческих рейсов в Петропавловский Порт, Гижигу, Тигиль, Большерецк и Нижнекамчатск, возросли грузоперевозки между Россией и Русской Америкой, увеличилось число научных и описных экспедиций на севере. Поэтому для освоения Приамурья Г. И. Невельскому крайне нахватало судов от флотилии, помимо «Байкала», были выделены «Охотск» и «Иртыш». Усмотрев экономическую выгоду от вновь приобретённых земель, купцы и промышленники региона решили поучаствовать в данном предприятии. От РАК использовался барк «Шелихов», иркутский купец и золотопромышленник Е. А. Кузнецов выделил 100 тысяч рублей серебром для строительства двух колёсных пароходов «Аргунь» и «Шилка» (их с 1852 году включили в списки Камчатской флотилии). С началом Амурских экспедиций возникла необходимость решения и дипломатических вопросов с Японией и Цинской империей, поэтому в 1853—1854 годах сюда прибыла дипломатическая миссия графа Е. В. Путятина с внушительным отрядом военных кораблей Балтийского флота: 52-пушечные фрегаты «Паллада» и «Диана», 44-пушечный фрегат «Аврора», 20-пушечный корвет «Оливуца», 10-пушечный транспорт «Двина» и 4-пушечная винтовая шхуна «Восток» (первое русское паровое судно на Дальнем Востоке).
В таком состоянии Камчатскую флотилию застигло начало Крымской войны. Личный состав 47-го флотского экипажа активно участвовал в сооружении укреплений Петропавловского Порта, а в августе 1854 года, совместно с фрегатом «Аврора» и вооружённым транспортом «Двина», отразил нападение англо-французской эскадры. Несмотря на успешное для России завершение этого боя, было очевидно, что следующего, более мощного штурма Петропавловск не выдержит, поэтому в начале 1855 года было принято перенести базу в Николаевск. Петропавловский Порт, а также почти всё население города были эвакуированы к новому месту дислокации — 16-24 мая 1855 года, буквально под носом у блокирующего их англо-французского отряда, корабли по прорубленному во льду каналу вышли из Петропавловского Порта, перешли в залив Де-Кастри (ныне Чихачёва), и далее, скрытые туманом Татарским проливом (о существовании которого знали только в России) зашли в устье Амура. Не все балтийские корабли смогли принять в этом участие: в 1855 году фрегат «Диана» погиб у японских берегов в результате цунами, а фрегат «Паллада», из-за невозможности перейти в устье Амура, затопили в Императорской Гавани что бы он не был захвачен. Жертвой войны стали шхуна Камчатской флотилии «Анадырь», уничтоженная эскадрой неприятеля, и пришедшее в июле с севера в Амурский лиман судно Российско-Американской компании с грузом мяса. Так как на этом судне не было вооружения, то заметив приближающиеся гребные суда противника, командир А. И. Воронин приказал всем покинуть судно на шлюпках и сойти на берег. Открытый по ним ружейный огонь никого не зацепил, однако, само судно было сожжено.

## Сибирская флотилия

### 1855—1860 годы
Перебазирование, в основном, осуществляли транспорты «Байкал», «Иртыш», боты № 1 и «Кадьяк», то есть буквально все наличные корабли Камчатской флотилии. Фрегат «Аврора», корвет «Оливуца», транспорт «Двина» и шхуна «Восток» также приняли участие, при этом используясь для охранной службы и посыльных целей. По окончании Крымской войны Камчатскую флотилию переименовали в Сибирскую военную флотилию, а во главе её стал контр-адмирал П. В. Казакевич — «командир Сибирской флотилии и портов Восточного океана», и возглавлял её до 1865 года. Винтовая шхуна «Восток» официально вошла в состав Сибирской военной флотилии весной 1855 года.
В 1855 году командиром 47-го флотского экипажа назначен капитан-лейтенант Н. Н. Назимов, командиром всех сводных команд с фрегатов капитан-лейтенант С. С. Лесовский, капитаном над Петропавловским Портом лейтенант князь Д. П. Максутов, начальником штаба капитан-лейтенант Н. М. Чихачёв, штаб-офицером — капитан-лейтенант И. А. Скандраков.
| Год   | Тип               | Верфь                                 | Размерения      | Наименование      | Командиры | Примечание |
| ----- | ----------------- | ------------------------------------- | --------------- | ----------------- | --- | --- |
| 1856  | Пароходо-корвет   | Судоверфь Вебба, США                  | 50,3×8,6×3,65   | Америка           | см. командиры | В 1884 году продано с торгов                                                                                            |
| 1857  | Шхуна             | Куплена в США                         | 24,3×6,6×2,6    | Пурга             | Г. Г. Тобизин (1858—1863), Пакулин (до 7.1864), А. Ф. Худынцев (с 7.1864 по 1867), Кузнецов (1868), Чепелев (1869) | 10 августа 1869 года потерпела крушение у острова Кетой                                                                 |
| 1859  | Шхуна             | Николаевская                          | 26,8×7,7×?      | Первая            | Астафьев (1861—1862), Н. А. Наумов (1863)                                                                          | 27 октября 1863 года разбилась в Сангарском проливе                                                                     |
| 1859  | Винтовой барк     | Нью-Йоркские верфи, США               | 85,6×14,4×6     | Японец            | см. командиры | В 1892 году транспорт попал в аварию, после чего был исключён из Сибирской флотилии                                     |
| 1859  | Винтовой барк     | Бостонские верфи, США                 | 80×14,8×5,1     | Манджур           | см. командиры | Исключено из списков флота 24 декабря 1883 года                                                                         |
| ~1860 | Паровой бот       |                                       | н. д.           | Суйфун            | | |
| ~1860 | Пароход           | Куплен в США                          | н. д.           | Амур              | | 5-пушечный пароход |
| 1861  | Винтовая шхуна    | Построена в Гамбурге                  | 46×7,5×3,5      | Сахалин           | | Исключено из списков флота 27 января 1868 года                                                                          |
| 1861  | Канонерская лодка | Chantiers & Atellers Augustin Normand | 47×7×2,8        | Морж              | см. командиры | Исключена из списков флота 3 мая 1892 года                                                                              |
| 1862  | Шхуна             | Николаевская                          | 17,5×6,0×1,7    | Фарватер (Вторая) | Пакулин (1863), М. А. Клыков (1865—1869), С. Л. Кириллов (1874)                                                    | Исключено из списков флота в 1891 году                                                                                  |
| 1862  | Винтовая шхуна    | Завод Берда                           | 39,6×6,1×2,8    | Алеут             | см. командиры | Исключена из списков флота 4 марта 1878 года и продана Английскому коммерсанту за 1050 долларов                         |
| 1863  | Речной пароход    | Бейт и К°, Германия                   | 27,43×3,81×0,61 | Сунгача           | | Построено для организации судоходства по рекам Уссури и Сунгача. Продано в 1871 году Товариществу Амурского пароходства |
| 1863  | Речной пароход    | Бейт и К°, Германия                   | 27,43×3,81×0,61 | Уссури            | А. Любицкий (1863—1866)                                                                                            | Построено для организации судоходства по рекам Уссури и Сунгача. Продано в 1871 году Товариществу Амурского пароходства |
| 1865  | Канонерская лодка | Бьернборгская верфь                   | 47×7×2,8        | Соболь            | | Исключено из списков флота 3 мая 1892 года                                                                              |
| 1865  | Канонерская лодка | Бьернборгская верфь                   | 47×7×2,8        | Горностай         | | Исключенао из списков флота 19 октября 1893 года                                                                        |

На начало августа 1855 года в объединённый штаб в Николаевске вошли: граф Н. Н. Муравьёв, правитель канцелярии Главного управления Западной Сибири А. Д. Лохвицкий, Д. Д. Губарев, 47-й флотский экипаж (капитан-лейтенант Н. Н. Назимов (командир), лейтенант князь Д. П. Максутов, мичман Д. Д. Иванов, остальные артиллерийские и штурманские офицеры); офицеры с кораблей балтийского флота — «Аврора» (капитан 2-го ранга И. Н. Изыльметьев (командир), капитан 2-го ранга М. П. Тироль, капитан-лейтенанты И. А. Скандраков, Фаворский, К. П. Пилкин, Е. Г. Анкудинов, лейтенанты Д. В. Михайлов, В. И. Попов, Н. А. Фесун, Поль, мичманы Г. Н. Токарев, И. А. Колокольцов, штурманы КФШ поручик Дьяков, подпоручик С. П. Самохвалов и КФШ прапорщик Шенурин); — «Диана» (лейтенант А. Ф. Можайский, мичман Сергей Бутнов) — «Оливуца» (капитан-лейтенант Н. М. Чихачёв (командир), лейтенант В. И. Попов, мичман П. Л. Овсянкин); — «Двина» (капитан-лейтенант А. С. Маневский (командир)); — «Иртыш» (капитан-лейтенант П. Ф. Гаврилов (командир)); — «Хеда» (капитан-лейтенант С. С. Лесовский (командир)).
В 1855—1856 годах все силы флотилии занимались обустройством новой базы. С этого же периода в службе флотилии начался новый этап, связанный, прежде всего, с освоением Приморья. Основные задачи по описанию новых берегов были возложены на корабли Балтийского флота, прибывавшие с 1858 по 1860 год на Дальний Восток в составе, так называемых, «Амурских отрядов». В 1860 году «Амурские отряды» были объедены в самостоятельное соединение — Отряд судов Балтийского флота в Китайском море, а с 1862 года отряд стал называться — Эскадра Балтийского флота в Тихом океане. Их основу составляли парусно-винтовые фрегаты, корветы и клипера, которые несли стационерскую службу в портах Японии, Цинской империи; были в распоряжениях российских посланников за границей; проводили гидрографические, описные и другие научные экспедиции; демонстрировали военно-морской флаг России в мировом океане.

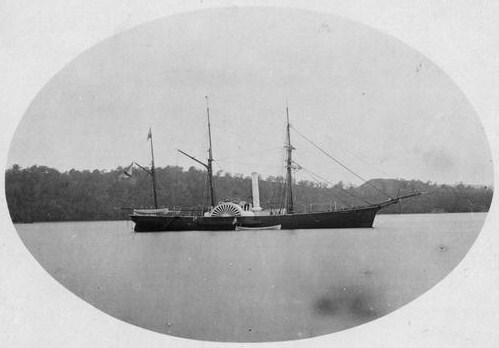
Пароходо-корвет «Америка» — флагман Сибирской фолотилии середины 1850-конца — 1870-х годов

Сибирская флотилия решала задачи скромнее — занимала брандвахтенные посты в портах, проводила и выводила на буксире суда от Татарского пролива через мели в Николаевск, а также осуществляла грузопассажирские перевозки из Николаевска во вновь образуемые посты, важнейшим из которых быстро стал Владивосток. Разделение военно-морских сил России на Дальнем Востоке на самостоятельные «сибирскую» и «балтийскую» составляющие в лице Охотской флотилии и Тихоокеанской эскадры Балтийского флота останется порочной административной практикой вплоть до 1904 года. В то время наиболее вероятным военным противником считалась Великобритания, с которой Россия всю вторую половину XIX века и начало XX века находилась в состоянии «холодной войны», которая несколько раз угрожала перерасти в активные боевые действия. Главным антироссийским инструментом в руках английских политиков был цинский Китай, которого постоянно подстрекали к войне с Россией и обещали им всяческую помощь. В качестве главных союзников России рассматривались в 1860—1870 годах Северо-Американские Соединенные Штаты и Франция, с 1880-х годов Германия и до конца 1890-х годов Япония.

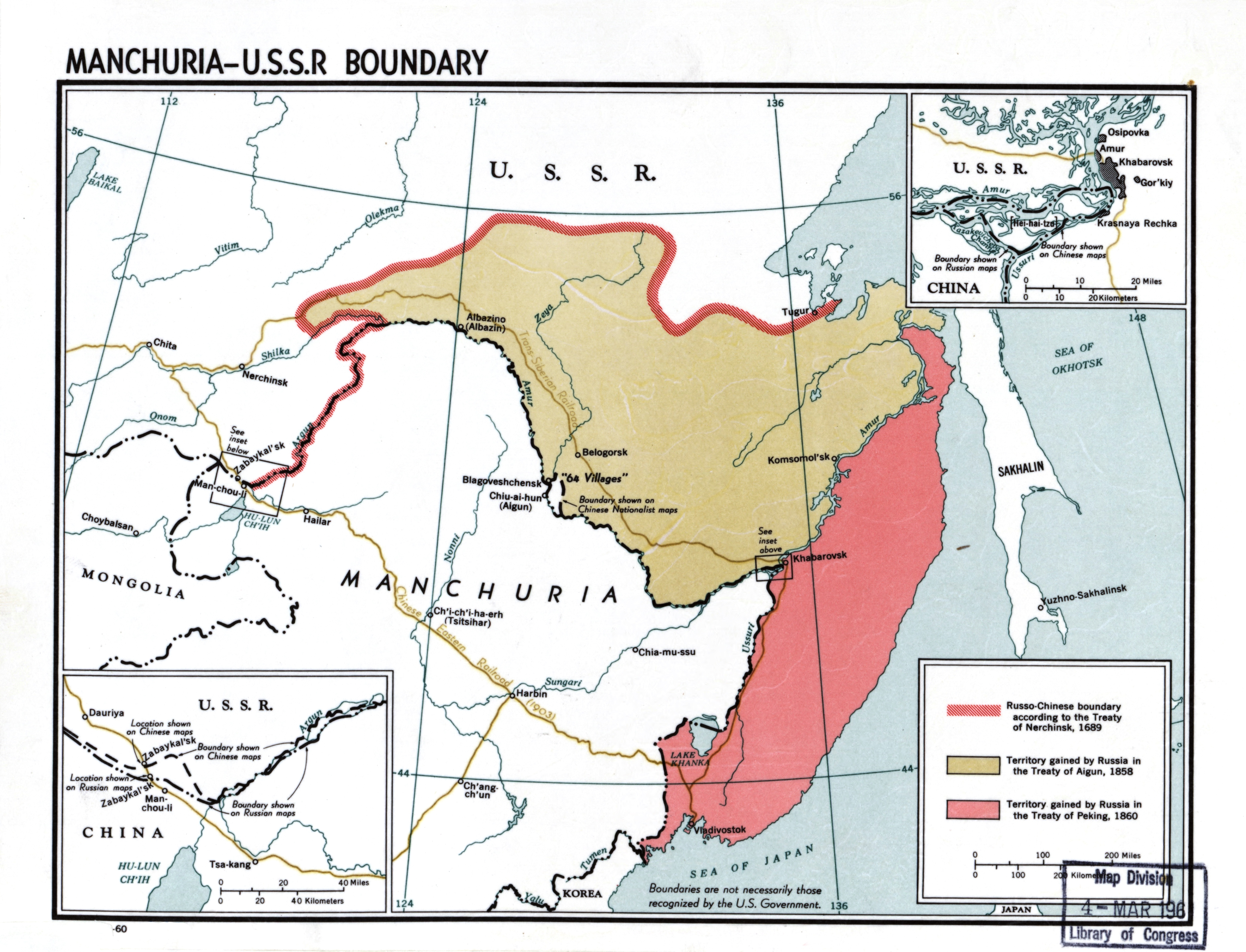
Территория присоединённая к Российской империи по Айгунскому договору, Тяньцзинскому и Пекинскому трактатам

Важным делом для подготовки офицерских кадров флотилии стало открытие в 1858 году Мореходного училища в Николаевске. В 1859 году пароходо-корвет «Америка» под флагом графа Н. Н. Муравьева-Амурского первым из русских кораблей посетил бухту Золотой Рог, положив начало Владивостоку. Основу флотилии в 1860—1870 годах составляли: пароходокорвет «Америка», клипер «Гайдамак» (1862—1863 и 1871—1872), 5-пушечный пароход «Амур», паровые транспорты «Японец», «Манджур» и «Байкал», а также винтовая шхуна «Восток», парусная шхуна «Фарватер», паровой бот «Суйфун» и малые пароходы, работавшие на реках Уссури, Сунгача и озере Ханка. В 1860 году экипаж «Японца» по инициативе начальника Отряда судов в Китайском море капитана 1-го ранга И. Ф. Лихачева занял формально принадлежащий Китаю залив (ныне залив Посьета), основав там Новгородский пост. В связи с этим произошёл русско-китайский политический кризис 1860 года, и флотилия готовилась к отражению нападения китайских войск и английского флота. Но дипломаты сделали своё дело и в этом же году был подписан Пекинский трактат, а зарождавшийся крупный вооружённый конфликт был предотвращён.
С этого времени началось строительство нового военного поста-порта в бухте, названной Золотой Рог. Транспорты «Манджур» и «Японец» приняли активное участие в основании и строительстве Владивостока, а также в развитии постов в заливах Посьета и Святой Ольги. Так как объём работ, проводимый судами Сибирской флотилии увеличился в несколько раз, и изобилующее мелями и трудное для навигации устье Амура стало вынужденным местом базирования флотилии, то был поднят вопрос о новом месте базирования.
В 1865 году бот «Суйфун» стал первым судном флотилии, приписанным к Владивостокскому порту, и осуществлял товаро-пассажирские и снабженческие рейсы между портопунктами залива Петра Великого. После продажи Аляски в 1867 году и ликвидации Русско-американской компании в обязанности флотилии была включена охрана в Охотском и Беринговом морях от Сахалина до Командорских островов морских котиковых промыслов от браконьеров, а также предотвращение неравноправного обмена китового уса, моржовых клыков и песцовых мехов между чукчами и нечестными купцами, которыми часто являлись американцы. Расширение старых задач и поставленные новые задачи потребовали строительства современных судов и качественно нового обновления состава вооружения и техники флотилии.

### 1870—1900 годы
Географическое положение, глубины и климат бухты Золотой Рог стали одними из поводов утверждения в 1871 году Владивостока как главной базы Сибирский флотилии, хотя ещё до 1879—1881 годов всерьёз рассматривались альтернативы — заливы Святой Ольги и Посьета. В 1872 году во Владивосток из Николаевска перевели военно-морской госпиталь, а в 1877 году начали строительство Владивостокской крепости.
Состав флотилии на 1872 год:
- пароходо-корвет «Америка» (флагман)
- МКЛ «Морж»
- МКЛ «Соболь»
- МКЛ «Горностай»
- МКЛ «Нерпа»
- паровой транспорт «Манджур»
- паровой транспорт «Японец»
- шхуна «Восток»
- шхуна «Алеут»
- шхуна «Фарватер»
- шхуна «Ермак»
- шхуна «Тунгус»
- речные пароходы «Шилка», «Амур», «Лена», «Сунгача», «Уссури», «Буксир», «Польза», «Успех»
- несколько ботов, барказов и барж

| Год  | Тип                | Верфь                      | Размерения      | Наименование      | Командиры      | Примечание |
| ---- | ------------------ | -------------------------- | --------------- | ----------------- | -------------- | --- |
| 1870 | Паровая шхуна      | Завод Полетики             | 46,9×7,9×3,3    | Ермак             | см. командиры  | 4 декабря 1887 года передана в Доброфлот, 27 ноября 1893 года вновь зачислена в Сибирскую флотилию. 1 января 1905 года судно затоплено в Порт-Артуре |
| 1870 | Паровая шхуна      | Завод Полетики             | 46,9×7,9×3,3    | Тунгус            | см. командиры  | 4 декабря 1887 года передана в Доброфлот, 27 ноября 1893 года вновь зачислена в Сибирскую флотилию. Исключено из списков флота 5 февраля 1912 года |
| 1873 | Канонерская лодка  | Николаевская               |                 | Нерпа             |                | 400-тонная винтовая канонерская лодка «Нерпа» была заложена 19 октября 1863 года (официально 2 февраля 1865) в мастерских Николаевского военного порта, но в октябре 1866 года снята со строительства и законсервирована, перезаложена 1 ноября 1873 года, спущена 3 марта 1877 и 3 июля 1878 года зачислена в списки судов Сибирской флотилии, вступила в строй осенью 1878 года. |
| 1884 | Канонерская лодка  | Бергзунд Меканиска, Швеция | 60,3×10,7×3,7   | Сивуч             | см. командиры  | Взорвана в верховьях реки Ляохэ в 1904 году |
| 1886 | Канонерская лодка  | Крейтонъ и Ко              | 60,3×10,7×3,7   | Бобр              | см. командиры  | Затонула 13 декабря 1904 на рейде Порт-Артура |
| 1886 | Минный транспорт   | Ньюландскверфт, Норвегия   | 49,4×9,4×3,5    | Алеут             | см. командиры  | Продан на слом в 1921 году |
| 1887 | Канонерская лодка  | Бергзунд Меканиска, Швеция | 66,3×10,7×3,5   | Кореец            | см. командиры  | Героически погибла 9 февраля 1904 года вместе с крейсером «Варяг» |
| 1890 | Канонерская лодка  | Бурмейстер и Вайн, Дания   | 66,7×12,2×3,8   | Манджур           | см. командиры  | С 1887 года в составе Балтийского флота, в 1889 году перешла на Тихий океан, с 5 мая 1890 года перечислена в состав Сибирской флотилии. В 1905 году интернировалась в Шанхае, в 1907 году возвращена в состав Сибирской флотилии. В октябре 1922 года уведена контр-адмиралом Г. К. Старком в Манилу и продана                                                                     |
| 1893 | Миноносец          | Крейтонъ и Ко              | 46,4×4,96×2,36  | «Уссури» № 203    |                | Исключён из списков флота в 1907 году |
| 1893 | Миноносец          | Крейтонъ и Ко              | 46,4×4,96×2,36  | «Сунгари» № 204   |                | Исключён из списков флота в 1907 году |
| 1894 | Минный крейсер     | Крейтонъ и Ко              | 57,2×7,2×3,4    | Гайдамак          | см. командиры  | 20 декабря 1904 года затоплен в Порт-Артуре, в 1906 году вошёл в состав японского флота |
| 1894 | Минный крейсер     | Крейтонъ и Ко              | 57,2×7,2×3,4    | Всадник           | см. командиры  | 2 декабря 1904 года затонул на внутреннем рейде Порт-Артура, в 1906 году вошёл в состав японского флота |
| 1896 | Винтовой барк      |                            | н. д.           | Камчадал          | см. командиры  | К 1927 году судно выкуплено Далькрайисполкомом для организации судоходства на Камчатке |
| 1899 | Миноносец          | Адмиралтейские верфи       | 42×4,5×2,06     | Миноносец №208    |                | 4 июля 1904 года погиб на мине в районе острова Скрыплёва |
| 1899 | Миноносец          | Адмиралтейские верфи       | 42×4,5×2,06     | Миноносец №209    |                | 15 июля 1911 года сдан к Владивостокскому военному порту |
| 1899 | Миноносец          | Ижорский завод             | 42×4,5×2,06     | Миноносец №210    |                | 15 июля 1911 года сдан к Владивостокскому военному порту |
| 1899 | Миноносец          | Ижорский завод             | 42×4,5×2,06     | Миноносец №211    |                | 31 декабря 1914 года сдан к Владивостокскому военному порту |
| 1900 | Миноносец          | Шихау, Германская империя  | 59,1×6,4×2,6    | Лейтенант Бураков | см. командиры  | 14 июня 1900 года под названием «Таку» зачислен в состав Сибирской флотилии. Переименован в «Лейтенант Бураков» 27 января 1901. В начале Русско-японской войны приписан к Первой эскадре флота Тихого океана. 23 июля 1904 года сильно повреждён японскими минными катерами, выброшен на отмель и 29 июля взорван.                                                                 |
| 1901 | Минный транспорт   | Балтийский завод           | 92,7×14,9×4,36  | Амур              | см. командиры  | 20 декабря 1904 года взорван в доке в порте Дальний |
| 1901 | Минный транспорт   | Балтийский завод           | 92,7×14,9×4,4   | Енисей            | В. А. Степанов | 29 января 1904 года погиб у порта Дальний на собственных минных постановках |
| 1904 | Винтовой барк      | н. д.                      | 71,9×11,3×5,3   | Транспорт № 5     |                | Построен в 1901 году в Англии как пароход для германской судоходной компании, именовался «Люцун». Приобретён в сентябре 1904 года в Шанхае для нужд Морского Ведомства и переименован как Транспорт № 5. 7 августа 1905 года перечислен в состав Первой тихоокеанской эскадры |
| 1904 | Минный заградитель |                            | 61,72×9,24×5,67 | Монгугай          | см. командиры  | Построен в 1896 году в Германии как товарный пароход, 27 июля 1904 года выкуплен во Владивостоке через фирму «Кунст и Альберст» за 170 тыс. рублей и передан в состав Сибирской флотилии. 9 февраля 1917 года отчислен Добровольному флоту |

Канонерские лодки флотилии предназначались для обороны берегов в военное время и для несения стационерской службы в портах Китая и Кореи, то есть для демонстрации русского флага. С начала 1860-х годов стояли, в основном, в портах Чифу, Шанхай и Чемульпо, а базировались на порты Японии — Нагасаки и Хакодате. Кроме того, на Амуре также находились невооруженные пароходы Сибирской флотилии «Шилка», «Амур», «Лена», «Сунгача», «Уссури», «Буксир», «Польза», «Успех», винтовые барказы и баржи. Пароходы, в основном, занимались хозяйственными перевозками и снабжением.
Период 1870—1880 годов характеризовался обострением русско-британских и русско-китайских отношений: Турецкий кризис 1878 года; Кульджинский кризис 1880 года и Афганский кризис 1885 года. В эти годы Сибирская флотилия готовилась к защите дальневосточного побережья от возможного нападения английского флота, а корабли Тихоокеанской эскадры к крейсерским операциям на морских коммуникациях Англии. В частности, в 1880 году во Владивосток для защиты порта на пароходах Добровольного флота были доставлены шесть миноносок, ставшие первыми русскими торпедоносцами на Дальнем Востоке. В это же время в состав Сибирской флотилии, в качестве вспомогательных крейсеров, передавались пароходы Добровольного флота «Москва», «Петербург», «Россия», «Владивосток». Главной проблемой оставалась слабо развитая система базирования. Также отсутствовала судостроительная база.
Начиная с 1880—1881 годов с Сибирский флотилии постепенно снимаются гражданские транспортные функции, поскольку на Дальнем Востоке ими занялись частные компании — Добровольный флот и пароходство Г. М. Шевелева. За флотилией остались: военно-транспортные перевозки; проведение гидрографических и описных экспедиций; охрана котиковых и моржовых промыслов. В 1886 году в один из рейсов, была задержана и конфискована американская браконьерская шхуна, её под названием «Крейсерок» включили в состав флотилии.
В 1883—1887 годах наконец было построено судоремонтное предприятие — Механическое заведение Владивостокского порта (ныне «Дальзавод»). К 1886 году смонтирован и сдан в эксплуатацию плавучий док, который функционировал до 1891 года. В 1895 году в Сучане запущен первый каменноугольный рудник для нужд флотилии. В 1897 году закончено строительство сухого дока, который стал единственным на ДВ.
Состав флотилии на конец 1880-х годов:
- МКЛ «Сивуч» (флагман)
- МКЛ «Бобр»
- МКЛ «Кореец»
- минный транспорт (заградитель) «Алеут»
- отряд миноносок
- гидрографическое судно «Горностай»
- паровой транспорт «Японец»
- шхуна «Восток»
- шхуна «Фарватер»
- некоторое количество ботов, барказов и барж

В 1894 году, к началу японско-китайской войны, в состав флотилии вошли: минный крейсер «Гайдамак», миноносцы «Сунгари», «Уссури», «Янчихе» и «Сучена». Теперь задачи флотилии распределялись следующим образом: канонерские лодки демонстрировали российское военное присутствие в Китае и Корее, миноносцы и минный транспорт готовились к обороне Владивостока, а транспорта и посыльные суда осуществляли связь и воинские перевозки.
В 1897 году для обороны границ и обслуживания казачьих станиц в бассейнах рек Амур, Уссури и Шилка, из состава Сибирской военной флотилии было выделено самостоятельное соединение, названное Амурско-Уссурийская казачья флотилия, позже переформированное в Амурскую военную флотилию. В неё были переданы: пароход «Атаман» (флагман), пароход «Казак Уссурийский», паровой катер «Дозорный», баржа «Лена» и баржа «Булава». В экипажах числились забайкальские, амурские, уссурийские казаки. Командовать соединением назначен Старший командир Д. А. Лухманов. Соединение финансировалось из средств двух казачьих войск — Амурского и Уссурийского.
15 (27) марта 1898 года Россия подписала с Китаем договор об аренде на 25 лет части Квантунского полуострова с портами Порт-Артур и Дальний. С 1898 года развитие русского Приморского края и Владивостока, на который базировалась Сибирская флотилия, сильно затормозилось, по причине направления финансовых вложений на строительство и обустройство базы Тихоокеанской эскадры в Порт-Артуре, со своими доками, заводами и крепостными сооружениями, а также на строительство в Маньчжурии КВЖД и ЮМЖД.
Период с 1898 по 1904 год характеризуется изменением внешней политики России. Резко ухудшившиеся отношения с Японией из-за занятия русскими Квантунского полуострова, вынудили видеть именно японцев главными противниками в будущей войне. На задачи Сибирской флотилии это, впрочем, мало повлияло. В 1900 году флотилия приняла активное участие при подавлении Ихэтуаньского восстания в Китае в составе международных сил. На время боевых действий участвующие корабли флотилии были оперативно подчинены отряду Тихоокеанской эскадры под командованием контр-адмирала М. Г. Веселаго. Канонерские лодки «Бобр», «Кореец» и «Гиляк», миноносцы № 203 (бывший «Уссури») и № 207 участвовали 17 июня в штурме фортов Таку. Минный крейсер «Гайдамак», миноносец № 206 вместе с балтийскими канонерками «Отважный» и «Гремящий» участвовали 21—27 июля в занятии порта Инкоу. Канонерские лодки «Манджур», «Сивуч» и минный крейсер «Всадник» перевозили в Таку русские экспедиционные войска. С окончанием Ихэтуаньского восстания, в декабре 1902 года, в Сибирскую флотилию из Балтийского флота перечислили крейсер 2-го ранга «Забияка».

### Русско-японская война 1904—1905 гг.
В 1903—1905 годах должность командира Сибирского флотского экипажа занимал капитан 1-го ранга Я. И. Подъяпольский. С началом войны Сибирская флотилия сразу же лишилась своей основной боевой силы — канонерских лодок, которые в это время находились в портах Китая и Кореи: «Кореец» был взорван экипажем после боя у Чемульпо; «Гиляк» и «Бобр» остались в Порт-Артуре и перешли под командование местного морского командования — активно участвовали в обороне крепости и погибли ко времени сдачи Порт-Артура японцам; «Сивуч», стоящий в Инкоу отступал вверх по реке Ляохэ, пока не был взорван экипажем в районе города Санчахэ; «Манджур» был интернирован до конца войны китайскими властями в Шанхае. Так же флотилия лишилась минных крейсеров «Всадник», «Гайдамак», крейсера 2-го ранга «Забияка», транспортов «Ангара», «Ермак», нескольких портовых судов и шхун, которые оказались в Порт-Артуре. Крейсер 2-го ранга «Лена» (бывший пароход Доброфлота «Херсон») был организационно включён в состав Владивостокского отряда крейсеров. Таким образом, в распоряжении командования Сибирской флотилии остался оборонительный отряд Владивостока, состоявший из двух отделений «номерных» миноносцев (1-е отделение: № 201, № 202, № 203, № 204, № 205; 2-е отделение: № 206, № 208, № 209, № 210, № 211) и отряд транспортов — «Алеут» (флагман, флаг начальника отряда), «Камчадал», «Якут», «Тунгус» и ледокол «Надёжный», который обслуживал корабли флота в зимний период.
5 февраля 1904 года Высочайшим указом образован «Флот в Тихом океане» под командованием вице-адмирала С. О. Макарова, которому были подчинены все русские военные корабли на Дальнем Востоке. После гибели Макарова 17 апреля, руководство перешло к контр-адмиралу П. А. Безобразову, а соединение переименовано в Первую эскадру флота Тихого океана. При этом должность командующего флотом в Тихом океане не упразднялась — до мая 1905 года её занимал вице-адмирал Н. И. Скрыдлов, а с мая — вице-адмирал А. А. Бирилёв. Готовившееся на Балтике подкрепление получило название Второй Тихоокеанской эскадры.
Сибирская флотилия, как соединение, расформировано не было — начальником являлся командир Владивостокского порта контр-адмирал Н. А. Гаупт, а с 27 августа 1904 года, вступивший в должность командира Владивостокского порта, контр-адмирал Н. Р. Греве. Из миноносок № 94, 97, 98, минного транспорта «Алеут» и транспортов «Селенга» и «Сунгари» была сформирована партия траления Владивостокского порта, её возглавил лейтенант Н. Г. Рейн. Во время боевых действий «Номерные» миноносцы совершили ряд операций в Японском море и у восточных берегов Кореи. Транспорты «Якут», «Камчадал», «Тунгус» и «Лена» в августе 1904 года совершили выход в Охотское море для поиска и уничтожения японских рыболовных промыслов у берегов Камчатки.

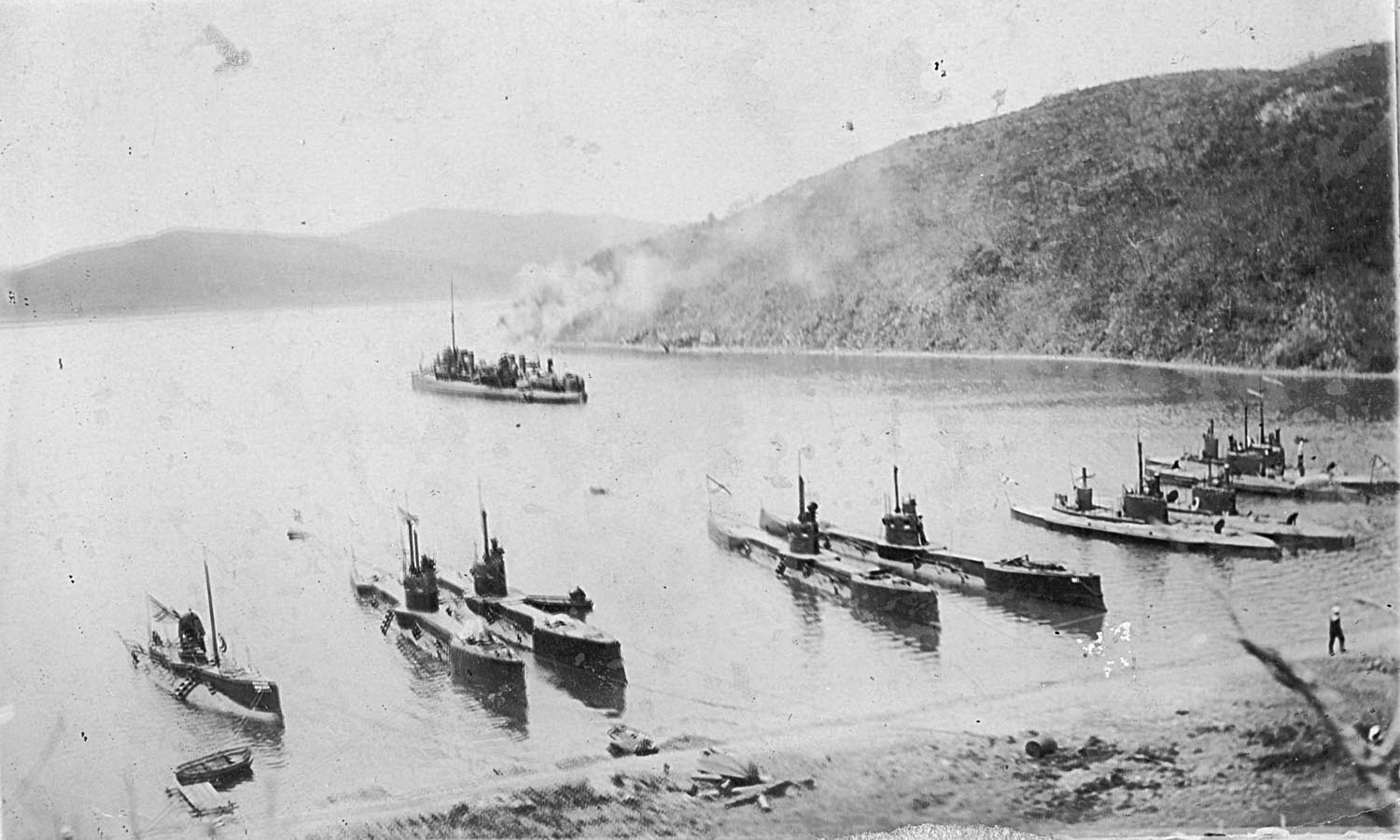
Подводные лодки Сибирской военной флотилии в 1908 году

На самым важным прибавлением военного времени стал «Отдельный отряд миноносцев» во Владивостоке, как тогда в целях секретности называли первое в России соединение подводных лодок. Первой, в октябре 1904 года, вступила в строй маленькая «Форель» — немецкий подарок, а с середины февраля в строй вступили перевезенные по железной дороге русский «Дельфин», американские «Сом» и «Осётр», русские «касатки» — «Касатка», «Скат», «Налим» и «Фельдмаршал граф Шереметев». Всего 8 лодок к маю 1905 года. Начальником отряда стал лейтенант А. В. Плотто. Лодки предназначались для обороны Владивостока на случай бомбардировки вражеской эскадрой, но в апреле — мае 1905 года совершили также несколько дальних походов в 70-100 миль к берегам Кореи и мысу Поворотному. Плавания показали невысокую боевую эффективность малых лодок — их можно было с успехом использовать только недалеко от Владивостока, только по стоящему на якоре или лежащему в дрейфе противнику и только при относительно спокойном состоянии моря.

### Межвоенный период
2 апреля 1905 года был сформирован Отдельный отряд судов Сибирской военной флотилии. В состав этого отряда вошли некоторые корабли, оставшиеся после поражения России в Русско-японской войне. Флагманским кораблём флотилии стал бронепалубный крейсер «Аскольд». На время ремонтов и докований «Аскольда» флагманом становился «Жемчуг», второй и последний крейсер флотилии. В 1906 году в состав флотилии вошли перевезённые во Владивосток по железной дороге эскадренные миноносцы типа «Твёрдый» и два эскадренных миноносца типа «Инженер-механик Зверев». Главной задачей кораблей флотилии была стационерская служба в китайских и корейских портах. После войны и возвращения Тихоокеанской эскадры на Балтийский флот Сибирская флотилия оставалась единственным военно-морским формированием на Дальнем Востоке. В её состав были переданы 2 крейсера, 7 эсминцев и 2 миноносца.
В 1905—1906 гг. в составе флотилии находился пароход Bianka — однопалубный двухмачтовый сухогруз с рефрижераторной установкой, совершавший рейсы в Находку и Николаевск-на-Амуре.
| Год     | Тип                     | Верфь                                        | Размерения      | Наименование              | Командиры     | Примечание |
| ------- | ----------------------- | -------------------------------------------- | --------------- | ------------------------- | ------------- | --- |
| 01.1905 | Миноносец               | Форж, Франция                                | 56,6×6,3×3,4    | Властный                  | см. командиры | Вступил в строй 27 июня 1902 года. В 1903 году перешёл в Порт-Артур, зачислен в состав Первой Тихоокеанской эскадры. 2 января 1905 года вошёл в состав Сибирской флотилии. В 1916 году перечислен в Флотилию Северного Ледовитого океана. |
| 01.1905 | Миноносец               | Форж, Франция                                | 56,6×6,3×3,4    | Грозовой                  | см. командиры | Вступил в строй 22 июня 1902 года. В 1903 году перешёл в Порт-Артур, зачислен в состав Первой Тихоокеанской эскадры. 2 января 1905 года вошёл в состав Сибирской флотилии. В 1917 году перечислен в Флотилию Северного Ледовитого океана. |
| 01.1905 | Миноносец               | Невский завод                                | 64,1×6,4×2,82   | Бойкий                    | см. командиры | Вступил в строй 5 июля 1902 года. В 1903 году перешёл в Порт-Артур, зачислен в состав Первой Тихоокеанской эскадры. 22 января 1905 года вошёл в состав Сибирской флотилии. 12 декабря 1917 года перешёл в состав Красной Сибирской флотилии. Во время интервенции 1918—1922 годов находился под французским контролем. 30 ноября 1922 года сдан Комгосфондов.                                               |
| 01.1905 | Миноносец               | Невский завод                                | 57,9×5,6×3,5    | Смелый                    | см. командиры | Собран в Порт-Артуре в 1903 году для пополнения Первой Тихоокеанской эскадры, интернирован в Циндао в декабре 1904 года, в январе 1905 года возвращён в Россию и включён в состав Сибирской флотилии, 30 июня 1918 года перешёл под контроль японских интервентов |
| 02.1905 | Миноносец               | Шихау, Германия                              | 63,5×7×2,7      | Беспощадный               | см. командиры | Вступил в строй 30 июня 1900 года. В 1901 году перешёл в Порт-Артур, зачислен в состав Первой Тихоокеанской эскадры. 4 февраля 1905 года вошёл в состав Сибирской флотилии. В 1917 году перечислен в Флотилию Северного Ледовитого океана. |
| 02.1905 | Миноносец               | Шихау, Германия                              | 63,5×7×2,7      | Бесшумный                 | см. командиры | Вступил в строй 12 июля 1900 года. В 1901 году перешёл в Порт-Артур, зачислен в состав Первой Тихоокеанской эскадры. 4 февраля 1905 года вошёл в состав Сибирской флотилии. В 1917 году перечислен в Флотилию Северного Ледовитого океана. |
| 02.1905 | Миноносец               | Шихау, Германия                              | 63,5×7×2,7      | Бесстрашный               | см. командиры | Вступил в строй 31 августа 1900 года. В 1901 году перешёл в Порт-Артур, зачислен в состав Первой Тихоокеанской эскадры. 4 февраля 1905 года вошёл в состав Сибирской флотилии. В 1917 году перечислен в Флотилию Северного Ледовитого океана. |
| 02.1905 | Подводная лодка         | Верфи Льюиса Никсона, США Невский завод      | 19,8×3,6×2,9    | Сом                       | см. командиры | В феврале 1905 года вошла в состав Сибирской флотилии. В декабре 1914 — январе 1915 года перевезена по железной дороге в Севастополь и перечислена в состав Черноморского флота. |
| 02.1905 | Подводная лодка         | Балтийский завод                             | 20×3,66×2,9     | Дельфин                   | см. командиры | В феврале 1905 года вошла в состав Сибирской флотилии. В мае 1916 года перечислена в состав Северного флота. |
| 03.1905 | Подводная лодка         | Балтийский завод                             | 33,53×3,66×3,9  | Касатка                   | см. командиры | В марте 1905 года вошла в состав Сибирской флотилии. В 1915 году перечислена в состав Балтийского флота. |
| 05.1905 | Подводная лодка         | Балтийский завод                             | 33,53×3,66×3,28 | Касатка                   | см. командиры | В мае 1905 года вошла в состав Сибирской флотилии. В декабре 1914 — январе 1915 года перевезена по железной дороге в Севастополь и перечислена в состав Черноморского флота. |
| 05.1905 | Подводная лодка         | Невский завод                                | 19,8×3,6×2,28   | Налим                     | см. командиры | В мае 1905 года вошла в состав Сибирской флотилии. В декабре 1914 — январе 1915 года перевезена по железной дороге в Севастополь и перечислена в состав Черноморского флота. |
| 11.1905 | Миноносец               | Невский завод                                | 64×6,4×2,54     | Грозный                   | см. командиры | С Балтики перешёл на Тихий океан в составе Второй Тихоокеанской эскадры. Стал одним из трех кораблей Второй Тихоокеанской эскадры, достигших Владивостока после Цусимского сражения. 6 ноября 1905 года перечислен в состав Сибирской флотилии. С весны 1918 года на хранении. 31 мая 1923 года сдан Комгосфондов для реализации                                                                            |
| 11.1905 | Миноносец               | Невский завод                                | 64,1×6,4×2,82   | Бравый                    | см. командиры | Вступил в строй 29 июля 1902 года. В 1904 году перешёл в Порт-Артур, зачислен в состав Первой Тихоокеанской эскадры. 6 ноября 1905 года вошёл в состав Сибирской флотилии. 12 декабря 1917 года перешёл в состав Красной Сибирской флотилии. Во время интервенции 1918—1922 годов находился под японским контролем, далее введён в строй под названием «Анисимов». 21 ноября 1925 года исключён из списков. |
| 11.1905 | Миноносец               | Невский завод                                | 64,1×6,4×2,82   | Бодрый                    | см. командиры | Вступил в строй 19 сентября 1902 года. В 1904 году перешёл в Порт-Артур, зачислен в состав Первой Тихоокеанской эскадры. 6 ноября 1905 года вошёл в состав Сибирской флотилии. 12 декабря 1917 года перешёл в состав Красной Сибирской флотилии. Во время интервенции 1918—1922 годов находился под японским контролем. 21 ноября 1925 года сдан Комгосфондов.                                              |
| 11.1905 | Подводная лодка         | Невский завод                                | 19,8×3,6×2,9    | Щука                      | см. командиры | 4 ноября 1905 года вошла в состав Сибирской флотилии. В декабре 1914 — январе 1915 года перевезена по железной дороге в Севастополь и перечислена в состав Черноморского флота. |
| 02.1907 | Миноносец               | Невский завод                                | 57,9×5,6×3,5    | Сердитый                  | см. командиры | Собран в Порт-Артуре в 1901 году для пополнения Первой Тихоокеанской эскадры, интернирован в Чифу в 1905 году, в 1907 году возвращён в Россию и включён в состав Сибирской флотилии, 30 июня 1918 года перешёл под контроль японских интервентов |
| 02.1907 | Миноносец               | Невский завод                                | 57,9×5,6×3,5    | Скорый                    | см. командиры | Собран в Порт-Артуре в 1903 году для пополнения Первой Тихоокеанской эскадры, интернирован в Чифу в декабре 1904 года, в 1907 году возвращён в Россию и включён в состав Сибирской флотилии, 30 июня 1918 года перешёл под контроль японских интервентов |
| 02.1907 | Миноносец               | Невский завод                                | 57,9×5,6×3,5    | Статный                   | см. командиры | Собран в Порт-Артуре в 1904 году для пополнения Первой Тихоокеанской эскадры, интернирован в Чифу в 1905 году, в 1907 году возвращён в Россию и включён в состав Сибирской флотилии, 30 июня 1918 года перешёл под контроль японских интервентов. |
| 07.1907 | Миноносец               | Крейтон и Ко Адмиральский завод              | 58,4×5,6×2,3    | Твёрдый                   | см. командиры | Вступил в строй 4 июля 1907 года. Во время интервенции 1918—1922 годов находился под японским контролем. 25 октября 1922 года перешёл под контроль советской власти, в строй не вводился. |
| 07.1907 | Миноносец               | Крейтон и Ко Адмиральский завод              | 58,4×5,6×2,3    | Тревожный                 | см. командиры | Вступил в строй 4 июля 1907 года. Во время интервенции 1918—1922 годов находился под японским контролем, после выведен из строя и затоплен. |
| 10.1907 | Миноносец               | Крейтон и Ко Адмиральский завод              | 58,4×5,6×2,3    | Точный                    | см. командиры | Вступил в строй 15 октября 1907 года. 12 декабря 1917 года вошел в состав Красной Сибирской флотилии. |
| 1908    | Миноносец               | Шихау, Германская империя Адмиральский завод | 63,5×7×2,7      | Капитан Юрасовский        | см. командиры | Вступил в 1908 году. В 1916 году перечислен в состав Флотилии Северного Ледовитого океана. |
| 1908    | Миноносец               | Шихау, Германская империя Адмиральский завод | 63,5×7×2,7      | Лейтенант Сергеев         | см. командиры | Вступил в 1908 году. В 1916 году перечислен в состав Флотилии Северного Ледовитого океана. |
| 09.1908 | Миноносец               | Крейтон и Ко Адмиральский завод              | 58,4×5,6×2,3    | Инженер-механик Анастасов | см. командиры | Вступил в строй 12 сентября 1908 года. 12 декабря 1917 года вошёл в состав Красной Сибирской флотилии. Во время интервенции 1918—1922 годов находился под японским контролем, после выведен из строя и затоплен. |
| 09.1908 | Миноносец               | Крейтон и Ко Адмиральский завод              | 58,4×5,6×2,3    | Лейтенант Малеев          | см. командиры | Вступил в строй 12 сентября 1908 года. 12 декабря 1917 года вошёл в состав Красной Сибирской флотилии. Во время интервенции 1918—1922 годов находился под японским контролем, после выведен из строя и затоплен. |
| 03.1909 | Минный транспорт        | Построен в Англии                            | 71,9×11,3×5,3   | Уссури                    | см. командиры | Построен в 1901 году как товаро-пассажирский пароход. В сентябре 1904 года в Шанхае куплен для нужд Морского Ведомства и вошёл в состав Сибирской флотилии как Транспорт № 5. В этом же году перечислен в состав Первой Тихоокеанской эскадры. 18 марта 1909 года возвращён в состав Сибирской флотилии как минный транспорт. 17 июля 1916 года перечислен во флотилию Северного Ледовитого океана.         |
| 08.1914 | Вспомогательный крейсер | Шихау, Германия                              | 71,9×11,3×5,3   | Орёл                      | см. командиры | 22 августа 1914 года мобилизован из Добровольного флота и зачислен в состав Сибирской флотилии в качестве вспомогательного крейсера. В 1918 году разоружён и переклассифицирован как учебный транспорт. 29 сентября 1920 года возвращён в Добровольный флот. |

Матросы Сибирского экипажа приняли активное участие в демонстрациях во Владивостоке. 17 октября 1907 года произошло восстание на миноносцах флотилии. На миноносце «Скорый» был убит командир лейтенант А. П. Штер, корабль отошел от причала и обстрелял здания военно-окружного суда, дом губернатора, казармы стрелкового полка. Красные флаги взвились также на миноносцах «Бодрый» и «Тревожный». В подавлении восстания приняла активное участие канонерская лодка «Манчжур», которая нанесла «Скорому» сильные повреждения. Столкновения восставших с оставшимися верными правительству войсками продолжались двое суток, после чего беспорядки прекратились. Несколько десятков матросов Сибирского экипажа были расстреляны, многие получили различные сроки каторги.
Несмотря на плохое техническое состояние, корабли флотилии продолжали нести постоянную стационерскую службу и выполнять заграничные плавания с гардемаринами. В 1910—1912 годах все боевые корабли флотилии прошли ремонт и модернизацию с перевооружением.
Командующий флотилией в 1910—1911 годах — контр-адмирал К. А. Грамматчиков; в 1911—1913 годах — контр-адмирал К. В. Стеценко. С 1913 года флотилией командовал вице-адмирал М. Ф. Шульц.
Состав флотилии на 1 августа 1914 года
- Крейсеры:
«Аскольд»
«Жемчуг»
- Вспомогательные крейсеры:
«Орёл»
- Канонерская лодка:
«Манчжур»
- Эскадренные миноносцы:
«Беспощадный»
«Бесстрашный»
«Бесшумный»
«Властный»
«Грозовой»
«Капитан Юрасовский»
«Лейтенант Сергеев»
«Точный»
«Тревожный»
«Твёрдый»
«Инженер-механик Анастасов»
«Лейтенант Малеев»
«Бравый»
«Бодрый»
«Бойкий»
«Грозный»
«Сердитый»
«Скорый»
«Статный»
«Смелый»
- Подводные лодки:
«Дельфин»
«Скат»
«Касатка»
«Фельдмаршал граф Шереметьев»
«Налим»
«Сом»
«Щука»
- Минные заградители:
«Монгугай»
«Уссури»
«Шилка»
- Вспомогательные суда
- Также в состав флотилии формально входили несколько сданных к порту транспортов и подводных лодок, не имевших никакой боевой ценности.

### Первая мировая война
Во время Первой мировой войны крейсеры «Аскольд» и «Жемчуг» были задействованы в ведении боевых действий против Германии. «Жемчуг» погиб 15 октября 1914 года в Пенанге, а «Аскольд» пересёк Индийский океан и действовал на Средиземном море.

Наиболее боеспособные корабли флотилии в 1915-1917 годах были переведены на Северный Ледовитый океан и включены в состав Флотилии Северного Ледовитого океана:
 в 1915 — минный заградитель «Уссури»;
 в 1916 — эскадренные миноносцы «Властный» и «Грозовой», транспорт «Ксения», а также устаревшая подводная лодка «Дельфин»;
 в 1917 — эскадренные миноносцы «Капитан Юрасовский», «Лейтенант Сергеев», «Бесшумный» и «Бесстрашный».
 Эскадренные миноносцы переводились на Северный Ледовитый океан несколькими группами, при этом большую часть пути они прошли на буксире.
Но и сама флотилия в это время пополнилась двумя вспомогательными крейсерами — «Лейтенант Дыдымов» и «Орел».
На 1 января 1917 года личный состав Сибирской флотилии насчитывал 6055 матросов и кондукторов.
Накануне и в период Первой мировой войны флотилией командовали вице-адмирал И. П. Успенский (начальник действующего Тихоокеанского флота), контр-адмирал Н. В. Римский-Корсаков (командир Владивостокского порта и директор маяков и лоций Восточного океана) и вице-адмирал М. В. Шульц.

### Гражданская война
В апреле 1920 года по соглашению между Советской Россией и Японией была создана Дальневосточная Республика (ДВР). Однако весной 1921 года белые при поддержке японских интервентов учредили во Владивостоке Приамурское Временное правительство. Командующим Сибирской флотилией был назначен контр-адмирал Г. К. Старк.
Сибирская флотилия входила в состав военно-морского ведомства, управляющим которым был командующий войсками генерал-лейтенант Г. А. Вержбицкий. С подходом к Владивостоку красных началась эвакуация белогвардейцев, в том числе и Сибирской флотилии, а также гражданских лиц.
Контр-адмирал Старк увёл из города 40 кораблей и катеров. Кроме того, им был взят буксир «Байкал», укомплектованный военной командой.
В конце ноября 1922 года флотилия вошла в порт Гензан, где было решено сделать короткую остановку. При этом японским командованием была запрещена высадка моряков на берег. Через несколько дней Старк убедил японцев разрешить морякам выход на берег.
Покинув Гензан, адмирал увёл флотилию в порт Фузан, при этом, по данным иностранной прессы, им был продан японцам корабль «Манчжур» со всем военным снаряжением. Однако и здесь японцы запретили беженцам сойти на берег. Тогда Старк принял решение идти в Шанхай.
В Фузан со специальной миссией советским руководством был отправлен В. А. Белли, который пытался вести переговоры со Старком о возвращении флотилии в Россию, но безуспешно.
5 декабря 1922 года флотилия вошла в Шанхай в составе 14 кораблей. В Гензане остались 11 судов под командованием контр-адмирала В. В. Безуара. Китайские власти потребовали от Старка покинуть город к 31 декабря 1922 года, но это удалось сделать только 10 января 1923 года.
Из Шанхая флотилия убыла в Манилу, где Старк приступил к распродаже судов. Этот процесс продолжался до 1926 года, причём Советский Союз активно пытался в него вмешаться и вернуть корабли в СССР, но безуспешно.